# Клингер, Всеволод Евгеньевич
Всеволод Евгеньевич Клингер (02.08.1910, Екатеринослав — 1986, Москва) — советский инженер и учёный в области средств связи, лауреат Сталинской премии 2-степени (1950).

## Биография
Окончил военный факультет МИИС (учёба 1932-1938), в 1939—1941 годах — преподавал там же на кафедре военных радиостанций.
В 1941—1947 годах — в действующей армии, участник войны, инженер-майор.
В 1947—1961 годах — в ЦНИИ связи (Мытищи): начальник отделов СВЧ, радиорелейной аппаратуры.
В 1961—1965 годах — в КБ-1 (Москва): руководитель группы, заместитель начальника лаборатории.
В 1966—1984 годах — в ОКБ «Вымпел»: начальник лаборатории, заместитель главного конструктора.
С 1984 года на пенсии.
Участвовал в разработке станций Р-400, Р-401 и других.

## Награды
- Сталинская премия 2-й степени (1950) — за разработку новой радиоаппаратуры;
- Орден Красного Знамени;
- Орден Красной Звезды;
- Орден «Знак Почёта»;
- Орден Отечественной войны 2-й степени;
- Медаль «За оборону Москвы»;
- Почётный радист СССР.